# Корейская макрель
Корейская макрель (лат. Scomberomorus koreanus) — вид рыб семейства скумбриевых. Обитают в тропических водах Индийского и центрально- и северо-западной части Тихого океана между 39° с .ш. и 6° ю. ш. и между 70° в. д. и 138° в. д. Эпипелагические рыбы, встречаются на глубине до 100 м. Максимальная длина тела до развилки хвостового плавника 150 см. Ценная промысловая рыба.

## Ареал
Корейская макрель обитает в прибрежных водах Индо-Тихоокеанской области от Японского моря до Бомбея (Индия). Распространена у берегов Бангладеш, Китая, Гонконга, Индии, Японии, Кореи, Малайзии, Мьянмы, Пакистана, Сингапура, Шри-Ланки, Тайваня, Таиланда и Вьетнама. Эти эпипелагические неретические рыбы встречаются в прибрежных водах на глубине до 100 м.

## Описание
У корейских макрелей удлинённое веретеновидное тело, тонкий хвостовой стебель с простым килем. Зубы ножевидной формы. Голова короткая. Длина рыла короче оставшейся длины головы. Имеются сошниковые и нёбные зубы. Верхнечелюстная кость не спрятана под предглазничную. 2 спинных плавника разделены небольшим промежутком. Брюшные плавники маленькие. Брюшной межплавниковый отросток маленький и раздвоенный. Зубы на языке отсутствуют.
Высота туловища больше по сравнению с пятнистой пеламидой, составляет 24,4—26,7 % от длины до развилки хвоста, против 22,8—25,2 %. Голова короче — 19,7—20,4 % против 20,2—21,5 %. Количество жаберных тычинок на первой жаберной дуге 11—15. Позвонков 46—47. В первом спинном плавнике 14—17 колючих лучей, во втором спинном 20—24 и в анальном плавнике 20—24 мягких лучей, анальный шип жёсткий. Позади второго спинного и анального плавников пролегает из ряд из 7—9 мелких плавничков, помогающих избегать образования водоворотов при быстром движении. Грудные плавники образованы 20—24 лучами. Боковая линия с многочисленными ответвлениями. Плавательный пузырь отсутствует. Спина сине-стального цвета. Бока серебристые, вдоль боковой линии покрыты продольными рядами круглых тёмно-коричневых пятен, по размеру не превышающих диаметр глаза. Первая перепонка первого спинного плавника чёрного цвета. Грудные, второй спинной и хвостовой плавники тёмно-коричневые. Брюшные и анальный плавники белые. Максимальная зарегистрированная длина до развилки хвостового плавника 150 см, а масса 15 кг. Средняя длина не превышает 60 см.

## Биология
Пелагическая стайная рыба, держится в основном в прибрежных водах.
У берегов Кореи макрели нерестятся в июле. Рыбы достигают половой зрелости при длине 75 см и весе 2,25 кг. Рацион состоит из мелких рыб, таких как сардины и анчоусы, а также креветок.

## Взаимодействие с человеком
Является объектом целевого промысла. Промысел ведётся в основном дрифтерными сетями. Корейская макрель поступает на рынок в свежем и вяленом виде. Международный союз охраны природы присвоил виду охранный статус «Вызывающий наименьшие опасения».